# Хурсенко В'ячеслав Володимирович
В'ячесла́в Володи́мирович Хурсе́нко (1 червня 1966, Дніпропетровськ — 8 вересня 2009) — український співак, композитор, автор-виконавець. Автор відомих пісень «Соколята», «На острові чекання», «Сповідь», «Панує ніч», «Я тебе розлюбив», «Віра, Надія, Любов», «Шалений час», «До рідного дому», «Ковток вина».

## Біографія
Народився у Дніпропетровську. Через певний час, мама маленьким привезла його до своїх батьків у Ковель, а пізніше — у Луцьк, де майбутній музикант закінчив музичну школу й училище. Здобув медичну освіту за спеціальністю фельдшер-акушер.

## Творчість
Починаючи з 1990 років, став відомий, як співак, композитор (зокрема, завдяки участі у фестивалі «Оберіг»), висококласний віолончеліст.
На музичному конкурсі молодих талантів «Нова хвиля-2009» в Юрмалі український співак Владислав Левицький виконав головний хіт Хурсенка — пісню «Соколята».
Пісні Хурсенка звучать у фільмах режисерки Оксани Байрак «Жіноча інтуїція» та «За два кілометри до Нового року».
Пісні В'ячеслава Хурсенка постійно звучать в ефірі Міжнародної радіостанції «Шансон Плюс». Були випущені програми «Імена» та «СаундЧек». У найближчих планах випуск нової програми та українською мовою для україномовної аудиторії.

## Родина
Одружений був з Ольгою Хурсенко. Має доньку Марію Хурсенко та внучку.

## Смерть
Загинув після непритомності (наслідки цукрового діабету) під час риболовлі під Луцьком. Похований у селі Підгайці Волинської області.

## Дискографія
- «Я вернулся» (1998), (компакт-касета);
- «Соколята» (2004) (компакт-диск);
- «Крик белых журавлей» (2004), (компакт-диск);
- «Моя найперша» (2010), (компакт-диск) — виданий після смерті співака;
- «Это не сон» (2011), (компакт-диск) — виданий після смерті співака.